# Jogabilidade não linear

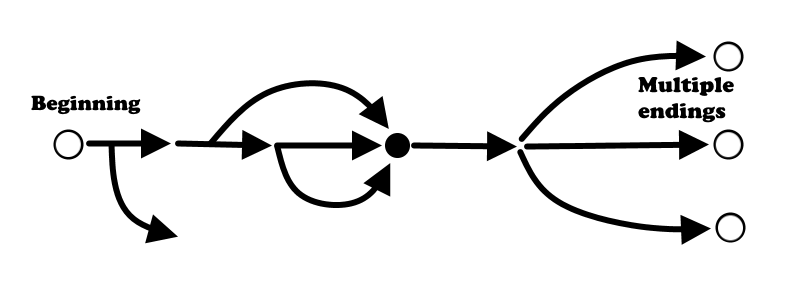

A jogabilidade não linear é um elemento de jogos eletrônicos caracterizada pela maior liberdade dada ao jogador quanto aos seus objetivos, como desafios que podem ser completados em um número de sequências alternativas ou um level design mais aberto e com maior senso de exploração. Um jogo não linear permite múltiplas ações e possibilidades, enquanto um jogo focado em linearidade proverá uma sequência mais restrita de desafios.
Entre os elementos presentes em jogos não lineares, incluem-se escolhas entre caminhos alternativos, áreas secretas, objetivos secundários ou mesmo cenários abertos ou interligados. Alguns jogos possuem ambos elementos lineares e não lineares, enquanto outros possuem até mesmo um modo sandbox que permite ao jogador explorar os maiores ambientes do jogo independentemente dos objetivos principais do mesmo.
Considera-se que o gênero tenha começado a se desenvolver do final dos anos 70 para os 80 com jogos como Zork, Adventure, Mercenary e Cholo. porém o gênero se ampliou, em especial nos anos 90, graças a popularização de títulos tridimensionais como Super Mario 64, Wolfenstein 3D, Doom e The Elder Scrolls. Atualmente, títulos não lineares dividem espaço com games mais focados em linearidade e storytelling, porém muitas dessas franquias permanecem populares até hoje como The Sims, Grand Theft Auto, Fallout, The Legend of Zelda entre outras citadas. Franquias mais recentes como Assassin's Creed, S.T.A.L.K.E.R , Far Cry e Minecraft também disputam esse mercado.